# Saint-Pantaly-d’Excideuil
Saint-Pantaly-d’Excideuil település Franciaországban, Dordogne megyében. Lakosainak száma 160 fő (2022. január 1.). Saint-Pantaly-d’Excideuil Saint-Germain-des-Prés, Saint-Martial-d’Albarède, Tourtoirac és Coulaures községekkel határos.

## Népesség
A település népessége az elmúlt években az alábbi módon változott:
| Lakosok száma | 203  | 155  | 142  | 155  | 150  | 146  | 150  | 159  | 158  | 160  |
|               | 1968 | 1982 | 1990 | 2006 | 2013 | 2015 | 2017 | 2019 | 2020 | 2022 |